# Lijst van personages uit The Dukes of Hazzard
Dit is een lijst van personages uit de Amerikaanse televisieserie The Dukes of Hazzard, en de hierop gebaseerde films.

## Familie Duke

### Bo Duke
Bo Duke (de blondharige neef van oom Jesse) is een van de twee hoofdpersonen uit de serie. Hij is samen met zijn neef eigenaar van de 'General Lee'. 
Van de twee neven is Bo de jongste en meest impulsieve. Hij reageert vaak zonder na te denken. Net als Luke raakt hij vaak in de problemen hetzij door valse beschuldigingen van Boss Hogg en Sheriff Rosco, hetzij doordat hij vrienden en kennissen helpt als ze in de problemen zitten. Hij houdt van autoracen en wordt vaak samen met zijn neef door de politie achternagezeten omdat ze weer eens te hard rijden. De politie krijgt ze overigens nooit te pakken. Bo is vooral bekend voor zijn kreet "Yee-Haa!".
Bo is meestal degene die de General Lee bestuurt. In de film The Dukes of Hazzard: Reunion! is te zien dat hij na de gebeurtenissen uit de serie een succesvolle NASCAR-racer is geworden. 
Zijn karakter wordt gespeeld door John Schneider in de serie en de 2 televisiefilms. In de film uit 2005 wordt de rol vertolkt door Seann William Scott.

### Luke Duke
Luke Duke (de donkerharige neef van oom Jesse) is altijd in de buurt van Bo te vinden. Ze doen bijna alles samen. Zelfs als ze worden opgepakt, moeten ze met zijn tweeën mee.
Luke is net als Bo een aardige jongen die het opneemt voor mensen die in de problemen zitten. Hij is de oudere en meer verstandige van de twee neven. Vaak is hij het die met een plan komt als de twee in de problemen zitten. Ook hij houdt van autoracen. Hij en Bo rijden om beurten de 'General Lee'. Beide neven luisteren maar naar één persoon, en dat is oom Jesse. 
Volgens Bo heeft Luke gediend in de U.S. Marine corps, en gezien de tijdsperiode van de serie heeft hij mogelijk gevochten in de Vietnamoorlog. Door zijn militaire training is hij ook de beste vechter van zijn familie. In de film The Dukes of Hazzard: Reunion! is te zien dat Luke na de gebeurtenissen uit de serie Hazzard heeft verlaten en een brandweerman is geworden, gespecialiseerd in bosbranden. 
Luke heeft een broer die dood gewaand was, maar deze blijkt nog te leven. Hij bezoekt hem een keer.
Luke wordt in de serie en bijbehorende films gespeeld door Tom Wopat, en in de film uit 2005 door Johnny Knoxville

### Oom Jesse
Uncle Jesse is het hoofd van de familie, en vaderfiguur voor zijn neven en nichten. Hij woont op een boerderij en is boer van beroep. Samen met zijn familie raakt hij in allerlei avonturen betrokken (meestal worden ze vals beschuldigd door Boss Hogg die vaak is betrokken bij duistere zaken). 
Oom Jesse gaat vaak mee met zijn nichtje en neven om de strijd tegen het kwaad aan te binden. Jesse en J.D. Hogg zaten vroeger bij elkaar op school en hebben vroeger samen drank gesmokkeld tijdens de drooglegging. Meestal zijn ze 'vijanden' omdat Hogg altijd de familie van Jesse verdenkt, maar in kritieke situaties nemen ze het toch voor elkaar op. Jesse staat bekend als de eerlijkste man van Hazzard. Uncle Jesse rijdt in een oude Ford F-150 pick-up truck.
Jesse is altijd in Hazzard blijven wonen, zelfs nadat zijn neven en nichten elders hun heil zochten. Kort na de gebeurtenissen uit de film The Dukes of Hazzard: Reunion! is Jesse overleden.
Gezien Jesses hoge leeftijd is het mogelijk dat hij niet de echte oom, maar een oudoom van de andere Dukes is.
In de serie wordt de rol van Oom Jesse vertolkt door Denver Pyle. In de film uit 2005 vertolkt Willie Nelson de rol.

### Daisy Duke
Daisy Duke is het knappe nichtje van oom Jesse. Ook zij helpt vaak mee om haar neven uit de problemen te helpen. Ze werkt in de bar van Boss Hogg, The Boar's Nest. Ze wint vaak schoonheidswedstrijden en verleidt ook wel mannen. Hulpsheriff Enos is verliefd op haar. 
Daisy kom soms wat naïef over, maar weet zich altijd te redden. In de eerdere afleveringen rijdt ze een gele Plymouth Roadrunner uit 1973, daarna een Jeep CJ-7 met de naam Dixie. Ze kan goed overweg met vuurwapens. 
Daisy’s kenmerkende kleding bestond onder andere uit een kort broekje, welke in het Engels de naam Daisy Dukes heeft gekregen. In de film The Dukes of Hazzard: Reunion! werd vermeld dat ze Hazzard had verlaten om te gaan trouwen, maar in de film is ze alweer gescheiden.
Daisy wordt in de serie gespeeld door Catherine Bach. In de film uit 2005 vertolkt Jessica Simpson de rol.

### Coy en Vance Duke
Coy en Vance zijn nog twee neven van Oom Jesse, die op een onbepaald punt voor aanvang van de serie de boerderij in Hazzard hebben verlaten. In het vijfde seizoen komen ze na een afwezigheid van zes jaar terug naar de boerderij om daar weer te gaan werken. Hun komst valt samen met het moment dat Bo en Luke Hazzard verlaten om deel te namen aan een NASCAR-race.
Gedurende het grootste gedeelte van seizoen 5 zijn de twee de protagonisten van de serie in plaats van Bo en Luke. Qua karakter zijn de twee identiek aan Bo en Luke. Ze waren bijzonder onpopulair bij de kijkers omdat het bijna kloons van Bo en Luke waren. 
Tegen het einde van seizoen 5 vertrokken ze weer uit Hazzard om een ziek familielid te gaan helpen. Nadien is er niets meer van ze vernomen. In de twee reüniefilms wordt eveneens niet over ze gesproken. 
De rollen werden vertolkt door Byron Cherry en  Christopher Mayer.

### Jeb Stuart Duke
Jeb Stuart Duke is ook een neef van de Dukes. Hij rijdt op een crossmotor en komt ook een keer Hazzard bezoeken. Hij helpt zijn neven dan uit de problemen.

### Andere familieleden
- Jud Kane – de lang verloren broer van Luke. Er werd gedacht dat hij als baby om het leven was gekomen bij een brand in het ziekenhuis waar hij was geboren. In werkelijkheid had hij dit overleefd en werd nadien geadopteerd.
- Jeremiah Duke – Oom Jesses betovergrootvader.
- Jenny Duke - Jeremiahs vrouw, oom Jesses betovergrootmoeder.
- Hank Duke - Luke en Jud Kanes betovergrootvader.
- Joe Duke - Bo's betovergrootvader.
- Dixie Duke - Daisy's betovergrootmoeder.

## Familie Hogg

### Jefferson Davis (Boss) Hogg
J.D. Hogg is de 'baas' (Boss) van Hazzard County, de county commissioner (min of meer vergelijkbaar met burgemeester). Hij is de primaire antagonist van de serie.
Boss Hogg houdt het meest van twee dingen: geld en eten. Ook is hij zakenman die veel bedrijven en onroerend goed bezit. Hogg is een erg dikke man en gaat altijd in een wit pak gekleed. Hij rekent hoge huren voor zijn gebouwen. Hij misbruikt zijn positie door zich veel bezig te houden met criminele zaken. Soms werkt hij hierbij ook samen met zware jongens / criminelen. Sheriff Rosco doet hierbij ook altijd mee, al dan niet onder druk van zijn baas Hogg. Maar de Dukes liggen altijd dwars, waarna Hogg ze weer vals beschuldigt en in laat rekenen.
Hogg is getrouwd met Lulu Coltrane, de zuster van sheriff Rosco P. Coltrane. Soms heeft hij een woordenwisseling met zijn vrouw, maar ten slotte schikt hij zich naar haar wensen.
Als Hogg zwaar in de problemen zit wordt ook hij geholpen door de Dukes. Het komt dus soms voor dat de 'vijanden' samenwerken tegen een gezamenlijke vijand. Hogg vertrouwt, buiten zijn vrouw, maar één iemand, en dat is Jesse Duke. Een bijzondere gebeurtenis was dat Boss Hogg de keuze had: of veel geld van een deal mislopen of Jesse redden uit de handen van criminelen. Hij koos voor het laatste en voor één keer kon het Boss niks schelen dat ie geld was misgelopen, want Jesse was gered.
Ook J.D. Hogg heeft een broer. Deze is echter het tegenovergestelde van hem: heel aardig en vrijgevig. Bovendien draagt hij een zwart pak. Deze broer, eveneens gespeeld door Sorrell Booke, bezoekt Hazzard ook een keer. 
Naast zijn criminele activiteiten bedenkt Boss Hogg in de serie ook ludieke straffen. Als bijvoorbeeld artiesten te hard hebben gereden in Hazzard, kunnen ze in plaats van een boete te betalen gratis een optreden geven in The Boars Nest, de bar van Boss. Iedereen heeft dan plezier. Ook Roy Orbison werd een keer aangehouden om vervolgens onder protest een optreden te geven in The Boars Nest.
Boss Hogg wordt in de serie gespeeld door Sorrell Booke. Omdat Booke overleed voordat de televisiefilms werden opgenomen komt Boss Hogg in deze films niet voor. In de film uit 2005 werd het personage gespeeld door Burt Reynolds. Deze versie van Boss Hogg was juist mager, en een stuk serieuzer dan zijn tv-versie.

### Cletus Hogg
Cletus Hogg is het domme neefje van Boss Hogg, die als agent werkt bij de politie van Hazzard. Hoewel hij altijd bereid is zijn oom te helpen met diens plannen, staat hij ook op goede voet met de Dukes. 
Het personage werd in 1980 geïntroduceerd als vervanger voor Enos Strate. Net als Enos achtervolgt Cletus de Dukes vaak in wilde achtervolgingen door Hazzard, die meestal eindigen met dat Cletus het water inrijdt. Cletus wordt gespeeld door Rick Hurst.

### Lulu Coltrane Hogg
Lulu is Boss Hoggs vrouw, en Rosco’s “dikke zus”. Ze woont met haar man in een groot landhuis in Hazzard County. Net als haar man kampt Lulu met overgewicht, maar kan het niet laten zich vol te blijven proppen. 
Lulu heeft duidelijk de broek aan thuis, en dringt er bij haar man voortdurend op aan dat vrouwen gelijke rechten moeten krijgen als mannen in Hazzard. In tegenstelling tot haar man kan Lulu goed overweg met de Dukes. Ze neemt het dan ook geregeld voor hen op.
Lulu komt niet voor in de films.

### Hughie Hogg
Hughie, gespeeld door komiek Jeff Altman, is een neef van Boss Hogg, en zo mogelijk nog gewiekster dan hij. Hij draagt ook een compleet wit pak. Daar waar Boss Hogg diep van binnen nog wel een geweten heeft, lijkt Hughie geheel gewetenloos te zijn. 
Het personage komt zes keer voor in de serie. Verder is hij te zien in de film The Dukes of Hazzard: The Beginning, waarin de rol wordt vertolkt door Todd Grinnell.

### Abraham Lincoln Hogg
Abraham is de tweelingbroer van Boss Hogg. Qua uiterlijk lijkt hij als twee druppels water op zijn broer, maar qua karakter lijkt hij totaal niet op hem. Hij draagt een geheel zwart pak en is enorm vrijgevig en open tegen mensen. Hij wordt door Boss Hogg omschreven als het “witte schaap” van de familie, en een schande voor de Hogg-clan. in 1 aflevering kwam hij op bezoek 
hij werd ook  gespeeld door Sorrell Booke

### Andere familieleden
- Big Daddy Hogg (gespeeld door Les Tremayne) – het hoofd van de Hogg-familie. Hij is de vader van Boss Hogg en Abraham Hogg. Hij doet zich tegenover de buitenwereld voor als een eerlijk man, maar is in werkelijkheid doortrapter en gemener dan Boss Hogg ooit hoopt te zullen zijn.
- Dewey Hogg – Hughies oudere broer, en een groot fan van de misdaden van de Hogg-familie. Hij is al van kinds af aan vijanden met de Dukes.
- Jamie Lee Hogg  — een neef van Boss Hogg. Hij is net als de andere Hoggs erg rijk, maar lijkt zijn geld op een eerlijke manier te hebben verdiend. Hij blijkt later hoofd te zijn van een grote organisatie gespecialiseerd in vervalsingen.
- Thaddeus B. Hogg - Boss Hoggs betovergrootvader.
- Myrtle / Mabel Tillingham: een nichtje van Boss Hogg, die werkt bij de telefooncentrale van Hazzard. Ze laat Boss Hogg altijd weten wat ze zoal oppikt uit telefoongesprekken. Haar naam werd gedurende de serie om onbekende reden veranderd van Myrtle naar Mabel.

## Politie

### Sheriff Rosco P. Coltrane
De sheriff van Hazzard is even corrupt als Boss Hogg. Hij probeert zo wat bij te verdienen maar hij krijgt echter nooit geld voor zijn aandeel. Zijn zus Lulu is getrouwd met Boss Hogg, zijn baas en vriend. Zelf is hij vrijgezel, al trouwde hij wel tijdelijk gedurende 1 aflevering.
De Dukes zijn hem vaak te slim en te snel af. Rosco achtervolgt de Dukes geregeld met zijn auto, maar belandt daarbij geregeld in het water. Bekende uitspraken van hem zijn: "Hush, you dipstick" en "you little fat buddy" (dit laatste tegen Boss Hogg). Zijn lachje is eveneens kenmerkend. Rosco heeft een hond, Flash, die vaak met hem meegaat op patrouille.
Rosco is mentaal nog een kind. Hij spreekt dan ook met een kinderlijk taalgebruik. Bij aanvang van de serie was  hij een stuk serieuzer dan in latere afleveringen. 
In het tweede seizoen van de serie is Rosco tijdelijk afwezig en nemen andere sheriffs zijn plaats in. In de televisiefilms blijkt dat hij na de dood van Boss Hogg diens rijk heeft geërfd. 
James Best vertolkt de rol van Rosco gedurende de hele serie en de televisiefilms. M.C. Gainey vertolkt de rol in de bioscoopfilm uit 2005. Harland Williams vertolkte de rol in de film The Dukes of Hazzard: The Beginning.

### Enos Strate
Enos Strate is, afgewisseld met Cletus Hogg, de hulpsheriff van Hazzard. In tegenstelling tot zijn bazen, is hij wel eerlijk en bevriend met de Dukes. Hij heeft er altijd moeite mee om ze te arresteren. Ook ontsnappen ze hem vaak bij een arrestatiepoging. Hij is in stilte verliefd op Daisy Duke. 
In 1980 kreeg het personage zijn eigen televisieserie, Enos In deze serie werkt Enos voor de politie van Los Angeles, maar hij houdt nog geregeld contact met de mensen in Hazzard, vooral Daisy. Tijdens de periode dat deze serie liep was Enos afwezig in "The Dukes of Hazzard", maar nadien keerde hij weer terug.
De rol van Enos wordt gespeeld door Sonny Shroyer in de serie. In de film The Dukes of Hazzard: The Beginning vertolkt Adam Shulman de rol.

### Sheriff Little
Sheriff Little is de sheriff van het aangrenzende Chickensaw County. Hij is een keiharde sheriff die niks wil weten van de praktijken van Boss Hogg. Hij heeft het regelmatig met hem en Rosco aan de stok.

## Andere personages

### Cooter Davenport
'Crazy' Cooter Davenport is de garagehouder van Hazzard en een goede vriend van de Dukes. Ze zijn vaak bij elkaar en helpen elkaar ook vaak. Uiteraard is Cooter erg handig met auto's. De Dukes beschouwen hem als erelid van de familie.
Cooter is in de loop van de serie duidelijk en stuk milder geworden. In de eerste paar afleveringen was hij een vrij wilde man die geregeld illegale races hield of op andere manieren de wet overtrad. Tegen het einde van het eerste seizoen werd hij kalmer. 
Zijn rol wordt gespeeld door Ben Jones. In de televisiefilm The Dukes of Hazzard: Reunion! wordt bekend dat na de gebeurtenissen uit de serie Cooter zijn garage heeft verkocht en het Amerikaanse congres in is gegaan; gelijk aan wat Jones ook deed. David Koechner vertolkte de rol in de bioscoopfilm uit 2005. Joel Moore speelde de rol in The Dukes of Hazzard: The Beginning.

### The Balladeer
De verteller van de serie. Hij is degene die de verhalen, met het nodige spitsvondige commentaar, aan elkaar vertelt. The Balladeer wordt gespeeld door countryzanger en gitarist Waylon Jennings. Ook de begintune van de serie, "Good Ol' Boys", wordt door hem gezongen.

### Miz Emma Tisdale
Miz Emma Tisdale is een oudere dame die bij de lokale postkantoor werkt en op een crossmotor rijdt. Ze heeft stiekem een oogje op Uncle Jesse.